# Mo kommun, Telemark
Mo kommun (norska: Mo kommune) var en kommun i Telemark fylke i södra Norge. Kommunen omfattade den västra delen av nuvarande Tokke kommun. Byn Vistad utgjorde kommunens centralort.

## Administrativ historik
Mo kommun upprättades den 1 januari 1838 (som Mo formannskapsdistrikt) när Formannskapslovene från 1837 trädde i kraft.
1879 överfördes ett mindre bebott område (med sex invånare) från Lårdals kommun till Mo kommun.
Den 1 januari 1964 gick Mo kommun, tillsammans med Lårdals kommun, upp i den då nybildade Tokke kommun. Kommunens hade då 1 658 invånare.